# 皮霍爾峰國家公園
15°11′50″N 87°34′59″W / 15.19722°N 87.58306°W
皮霍爾峰國家公園是洪都拉斯的國家公園，位於該國西部約羅省，處於特古西加爾巴以北130公里，最高點海拔高度1,404米，每年平均降雨量2,227毫米。